# Jeux des îles de l'océan Indien 1979
Navigation
Édition suivante
Les Jeux des îles de l'océan Indien 1979 sont des jeux sportifs qui ont eu lieu en 1979 à La Réunion, un département d'outre-mer français. Il s'agit de la première édition des Jeux des îles de l'océan Indien, une compétition reconnue par le Comité international olympique et impliquant une demi-douzaine d'îles du sud-ouest de l'océan Indien.

## Tableau des médailles
Le tableau suivant présente le bilan par nation des médailles obtenues lors de ces Jeux.
| Rang | Nation     | Or | Argent | Bronze | Total |
| ---- | ---------- | -- | ------ | ------ | ----- |
| 1    | La Réunion | 68 | 56     | 42     | 166   |
| 2    | Maurice    | 31 | 44     | 38     | 113   |
| 3    | Seychelles | 11 | 8      | 11     | 30    |
| 4    | Comores    | 1  | 1      | 7      | 9     |
| 5    | Maldives   | 0  | 1      | 2      | 3     |